# Метаксия Симонян
Метаксия Миграновна Симонян (на арменски: Սիմոնյան Մետաքսյա Միհրանի, 21 февруари 1926 – 11 август 1987) е съветска арменска актриса в театъра и киното, педагожка. Тя е народен артист на СССР (1981), носителка на Сталинската награда втора степен (1950).

## Биография
Родена е на 21 февруари 1926 г. в Ашхабад (столицата на Туркменистан). През 1933 г. заедно със семейството си се преселва в Ереван.
През 1948 г. завършва актьорския факултет на Ереванския художествено-театрален институт (курс на Вартан Аджемян). През същата година актрисата се присъединява към Арменския театър „Сундукян“. Нейната първа роля е Анани в комедията „Още една жертва“ на Габриел Сундукян, а партньори на сцената са Авет Аветисян и Олга Гулазян.
Година по-късно играе Нина в драмата „Маскарад“ на Михаил Лермонтов. Тази роля, създадена в партньорство с Ваграмом Папазяном, Вагаршем Вагаршяном, Рачия Нерсесяном донася на актрисата по-голяма слава и известност. Темата за защитата на достойнството на жените е централна в творчеството на актрисата.
През 1949 г. изиграва ролята на Армануш в пиесата „Тези звезди са наши“, за която, заедно с група актьори, получава Сталинска награда втора степен в областта на литературата и изкуството.
Репертоарът на М. Симонян е разнообразен, тя е еднакво успешна в участията си в родината, в роли на руски и на западноевропейски автори. Най-добрите ѝ роли са: Дездемона в пиесата „Отело“ на Уилям Шекспир, Настасия Филип в спектакъл по роман „Идиот“ на Фьодор Достоевски, Марта в пиесата „Кой се страхува от Вирджиния Улф?“ на Едуард Олби.
Дълги години е водеща актриса в Арменския театър „Сундукян“. Участва в турнета в Москва, Баку, Тбилиси, Бейрут, Дамаск и други. Участията ѝ в киното започват от 1947 година.
От 1968 г. преподава в Ереванския художествено-театрален институт (днес: Еревански държавен институт за театър и кино), става професор през 1983 г.
Метаксия Симонян умира на 11 август 1987 г. в Ереван, на възраст 61 години. Погребана е в Тохмахското гробище.

## Творчество

### Филмография
- 1947 – Anahit (as Anahit)
- 1949 – A Girl From Ararat Valley (as Anush)
- 1955 – Looking of the Addressee (as Manush)
- 1957 – To Whom the Life Smiles (as Zaruhi)
- 1959 – Her Fantasy (as nurse)
- 1959 – A Jump Over the Precipice (as Gayane)
- 1960 – Sayat-Nova (as Anna)
- 1962 – Waters Rise (as Arev)
- 1970 – A Spring of Heghnar (Mkrtich's mother)
- 1971 – Khatabala (in the episodes)
- 1973 – The Last Deed of Kamo (as Arsha)

## Награди
- Народна награда на Арменската ССР (1965)
- Кинорежисьор (1981)
- Сталинска награда II степен (1950) – за спектакъла „Звездите ни“
- Орден „Червено знаме на труда“ (27 юни 1956)
- Орден „Приятелство на народите“ (22 август 1986)

## Памет
В нейна памет в Ереван е поставена плоча на къщата, където е живяла (ул. „Абовян“ № 20).
Всяка година в Армения се присъжда театрална награда за актьори, наречена „Метаксия Симонян“.